# Masters Tournament 2017
Masters Tournament 2017 byl golfový turnaj mužů ve hře na rány, hraný jako součást PGA Tour ve dnech 6.-9. dubna 2017. Masters se tradičně hrálo na hřišti Augusta National. Vítězem se stal španělský golfista Sergio García, který na první jamce play-off porazil Angličana Justina Rose.

## Průběh turnaje
Na startu turnaje bylo 93 hráčů. Chyběl mezi nimi Dustin Johnson, toho času světová jednička, který před turnajem utrpěl zranění zad. Po prvním kole, ovlivněném silným větrem, se ujal vedení Charley Hoffman, když dosáhl skóre 65, tj. sedm ran pod par. García a Rose figurovali shodně na děleném čtvrtém místě se skóre 71 (jedna rána pod par).
Druhé kolo zahrál nejlépe Ricky Fowler, který dosáhl skóre 67 ran. Charley Hoffman po skvělém prvním kole zahrál v pátek 75 ran, a tak se druhém kole o vedení dělili čtyři hráči se skóre 140 - Hoffman, Fowler, García a Pieters. Cutem, stanoveným na skóre 150, prošlo 53 hráčů. O jedinou ránu se mezi ně nevešel obhájce titulu z roku 2016 Danny Willett.
Ve třetím kole se do vedení propracovali Justin Rose a Sergio García, když oba dosáhli celkového skóre 210 (šest ran pod par). O jednu ránu zpět se držel Ricky Fowler, o další ránu, na děleném čtvrtém místě, vítěz z roku 2015 Jordan Spieth, Ryan Moore a Charley Hoffman.
Nedělní finálové kolo se postupně zúžilo na souboj García - Rose. Lépe začal García, který po svých birdie na jamkách 1 a 3 a Roseově bogey na jamce č. 5 vedl už o tři rány. Následně ale Rose srovnal třemi birdie z jamek 6, 7 a 8, a na desáté jamce začala Garcíova krize. García zahrál bogey na jamkách 10 i 11. Na tříparové dvanáctce sice zahrál par, ale po odpalu na jamce č. 13 skončil jeho míč pod stromy vlevo od fairwaye, těsně vedle potoka. García dokázal z této pozice zachránit par, a následně se pomocí birdie na jamce č. 14 a eaglu na patnáctce opět na Rose dotáhl. Rose se dostal krátce do vedení po birdie na jamce č. 16, ale opět je ztratil vinou bogey na sedmnáctce. Na osmnáctém greenu si pak oba hráči vypracovali šanci na birdie, ale své putty oba minuli a turnaj tak šel do play-off. V něm zahrál Rose odpal pod stromy, a nabídnutou šanci už García využil. Zahrál birdie, oproti Roseovu bogey, a získal tak první major titul v kariéře.